# Ed Gregory
Eddie J. Gregory, detto Ed (Memphis, 28 ottobre 1931 – 21 gennaio 1995), è stato un allenatore di pallacanestro e dirigente sportivo statunitense, professionista nella NBA.